# Cynoscion acoupa
Cynoscion acoupa är en fiskart som först beskrevs av Lacepède, 1801.  Cynoscion acoupa ingår i släktet Cynoscion och familjen havsgösfiskar. IUCN kategoriserar arten globalt som livskraftig. Inga underarter finns listade i Catalogue of Life.